# Urumi
Urumi (urumsko in grško urum) so skupina Grkov, ki so živeli na Krimu, nato pa so jih preselili na severno obalo Azovskega morja v kasnejši Donecki oblasti v Ukrajini. Zato so znani tudi kot Krimski Grki in Azovski Grki. S Krima so jih na sever preselili po letu 1777, ko je bil Krim priključen Rusiji. Znani so tudi pod imenom Mariupolski Grki.  Grki, ki danes živijo na Krimu, niso del te skupnosti. Še leta 2001 se je na ukrajinskem popisu v Donecki oblasti za Grke izjasnilo 78 000 ljudi, katerih izvorni jezik je urumščina. 
Naziv Urum izhaja iz arabske besede za Rim, ki se glasi Rum, ki so jo prevzeli tudi Turki. Tako je v osmanskih časih beseda Rum označevala vse grške kristjane, beseda Urum pa se je začela nanašati na vse turško govoreče pravoslavne Grke. Poleg Urumov s Krima sta to bili izvorno še dve urumski skupini.  
Ena so bili Karamanlijci, turško govoreči grški pravoslavci, ki so živeli v Kapadokiji in so bili znani kot Kapadokijski Grki. Po preselitvi v Grčijo leta 1923 so se stopili z drugimi Grki.  
Druga skupina pa so Calkijski Urumi iz Gruzije, ki govorijo turško, so pa del večje skupine Kavkaških Grkov. Ti Calkijski Urumi so imenovani po mestu Tsalka v gruzinski pokrajini Spodnja Kartlija. V celi pokrajini je bilo po popisu leta 2002 vseh Grkov 7400, od tega polovica turško govorečih. Teh turško govorečih Grkov iz Gruzije tako ne moremo šteti za del ukrajinskih Urumov ali Azovskih Grkov. 
1. ↑  »Mariupol Greeks«. Great Russian Encyclopedia. Arhivirano iz prvotnega spletišča dne 27. maja 2021.
2. ↑   Jelinčič Boeta 2021, Jeziki in ljudstva Evrope, str. 117-119, 320-321.